# 小松敏明
小松 敏明（こまつ としあき、1934年 - 2021年3月29日）は、日本のデザイナー。東京芸術大学名誉教授。長野県出身。

## 略歴・人物
1953年（昭和28年）、長野県松本県ヶ丘高等学校卒業。1959年（昭和34年）、東京芸術大学美術学部デザイン科、同大学院修了。
東京芸術大学美術学部助教授、教授を務めた後、2002年（平成14年）定年退官。東京芸術大学名誉教授。
小松のデザインは、通信機器や登山・スキー用具などのデザインにはじまり、 
教育・研究の場においては、"はたらきと美の統合"をテーマとして、工業デザインを軸に幅広いフィールドで展開されてきた。 
東京芸術大学大学美術館で開催された退官記念展では、
1980年代以降のデザインに関わった製品及び試作的作品を中心に、 その一端を"生活のどうぐ"、"生産のどうぐ"に大別し、
「どうぐデザイン展」と題して展示紹介された。
2021年、3月29日死去。叙従四位、瑞宝小綬章追贈。
教育分野では、1991年から『高等学校 工芸Ⅰ 教科書』、『高等学校 工芸Ⅱ 教科書』などの執筆、監修を行っている。

## 著作・共著編
- 『草創期の芸大山岳部と黒沢ヒュッテ誕生』小松敏明他　東京芸術大学美術学部杜の会 2006.11
- 『高等学校工芸II』 小松敏明, 川野辺洋著　日本文教出版 2004.1
- 『高等学校工芸II : 教授資料』 小松敏明, 川野辺洋, 日本文教出版編集部著　日本文教出版 2004.3
- 『高等学校工芸I』 小松敏明, 川野辺洋著　日本文教出版 2003.1
- 『小松敏明「どうぐデザイン」展 : 退官記念 : はたらきと美の統合をめざして』 [東京芸術大学] [2002]
- 『高等学校工芸』 小松敏明, 四宮義四郎著　日本文教出版 1992.1
- 『高等学校工芸 : 教授資料 』 小松敏明, 四宮義四郎著　日本文教出版 1991.3